# Volt Bulgarien

Karte der anderen Verbände von Volt Europa

Volt Bulgarien (bulgarisch Волт България Volt Balgarija, abgekürzt Volt, englisch Volt Bulgaria) ist eine sozialliberale, paneuropäische politische Partei in Bulgarien. Es ist der bulgarische Ableger von Volt Europa. Die Partei ist im bulgarischen Parlament vertreten.

## Gründung
Volt Bulgarien wurde von Nastimir Ananiew am 19. Mai 2018 in Sofia als zweiter national als Partei registrierter Ableger von Volt Europa gegründet. Grund sind rechtliche Bestimmungen, wodurch es nicht möglich ist, eine europäische Partei zu gründen. Um an Wahlen teilnehmen zu können, musste Volt nationale Parteien gründen.

## Wahlen
Volt Bulgarien erhielt bei der Wahl zum Europäischen Parlament 2019 0,18 % der Stimmen. Bei den Kommunalwahlen 2019 beteiligte sie sich an der Koalition „Gemeinsam für den Wandel“, die 7,12 % in Chaskowo, 6,12 % in Rodopi und 6,39 % in Sopot erhielt. Volt bekam damit in jeder dieser Ortschaften ein Mandat. Bei der Parlamentswahl in Bulgarien April 2021 trat die Partei innerhalb des Parteienbündnisses Aufstehen! Mafia raus! (Изправи се! Мутри вън!) an. Das Parteienbündnis erhielt 4,64 % der Stimmen und erreichte damit 14 Mandate, wobei Volt kein Mandat erreichte. Bei der Parlamentswahl in Bulgarien Juli 2021 trat die Partei wieder innerhalb des Parteienbündnisses Aufstehen! Mafia raus! an. Das Parteienbündnis erhielt 4,95 % der Stimmen und erreichte damit 13 Mandate, wobei Volt kein Mandat erreichte. An den Parlamentswahlen im November 2021 nahm Volt als Teil des Wahlbündnisses Wir setzen den Wandel fort (PP) teil, das von Kiril Petkow und Assen Wassilew, dem ehemaligen geschäftsführenden Wirtschafts- bzw. Finanzminister, angeführt wurde. Die Koalition errang 67 Sitze im Parlament, von denen zwei auf Mitglieder von Volt entfielen.

### Wahlergebnisse

#### Nationale Wahlen
| Wahl            | Politische Partei/Koalition                           | Spitzenkandidat  | Stimmen         | %    | Sitze   |
| --------------- | ----------------------------------------------------- | ---------------- | --------------- | ---- | ------- |
| 2021 (April)    | Aufstehen! Mafia raus! (IMSV)                         | Nastimir Ananiew | 150.940 (ISMV)  | 4,7  | 0/240   |
| 2021 (Juli)     | Aufstehen! Mafia raus! (IMSV)                         | Nastimir Ananiew | 136.885 (ISMV)  | 5,0  | 0/240   |
| 2021 (November) | Wir setzen den Wandel fort (PP)                       | Nastimir Ananiew | 673.170 (PP)    | 25,7 | 2/240 1 |
| 2022            | Wir setzen den Wandel fort (PP)                       | Nastimir Ananiew | 506,099 (PP)    | 20,2 | 2/240 1 |
| 2023            | Wir setzen den Wandel fort – Demokratisches Bulgarien | Nastimir Ananiew | 621,069 (PP-DB) | 24,6 | 1/240 1 |

#### Europawahlen
| Wahl | Politische Partei | Top-Kandidat     | Leistung | Leistung | Leistung | Leistung |
| Wahl | Politische Partei | Top-Kandidat     | Stimmen  | %        | ± pp     | Sitze    |
| ---- | ----------------- | ---------------- | -------- | -------- | -------- | -------- |
| 2019 | Volt Bulgarien    | Nastimir Ananiew | 3500     | 0,18     | Neu      | 0/17     |

## Abgeordnete des Narodno Sabranie
Bei der Parlamentswahl in Bulgarien im November 2021 wurden zwei Abgeordnete gewählt:
- Nastimir Ananiew
- Wentsislawa Ljubenowa